# Lancia Astura
O Lancia Astura é um automóvel de passeio produzido pela fabricante italiana de automóveis Lancia entre 1931 e 1939. A Lancia substituiu o modelo Lambda por dois modelos: o Artena de quatro cilindros e o Astura, maior e com motor V8. Ambos os modelos foram apresentados no Salão do Automóvel de Paris em 1931. O chassi Astura foi usado por diversos fabricantes de carrocerias para criar cupês, conversíveis e sedãs.
O Astura evoluiu em quatro séries:
- Primeira série, produzida entre 1931 e 1932, com 496 unidades fabricadas.
- Segunda série, produzida entre 1932 e 1933, com 750 unidades produzidas. Os suportes do motor foram modificados para esta geração para reduzir ruído e vibração.
- Terceira série, produzida entre 1933 e 1937, com 1.243 unidades produzidas. A terceira geração do Astura foi oferecida em variantes de distância entre eixos curta e longa, e era equipada com um motor novo e maior.
- Quarta série, produzida entre 1937 e 1939, com 423 unidades produzidas. Oferecido apenas na versão com distância entre eixos longa.

## Motores
Os Astura de primeira e segunda gerações são equipados com um motor V8 de 2,6 litros e 19° de 72 cv, enquanto os modelos de terceira e quarta gerações são equipados com um V8 de 3,0 litros e 17°, capaz de 82 cv.

## Prêmios
No Pebble Beach Concours d'Elegance de 2016, um Astura Pinin Farina Cabriolet de 1936, que pertenceu a Eric Clapton, conquistou os prêmios Best of Show e Gwenn Graham Most Elegant Convertible. Um Lancia Astura Serie IV também conquistou o Trofeo BMW Group Italia, realizado por referendo público, no Concorso d'Eleganza Villa d'Este de 2019.